# Ludwik Rakowski
Ludwik Jerzy Rakowski (ur. 2 października 1975 w Warszawie) – polski polityk, samorządowiec, w latach 2007–2010 wicemarszałek województwa mazowieckiego, od 2010 przewodniczący Sejmiku Województwa Mazowieckiego, w latach 2006–2007 i od 2010 burmistrz Wilanowa.

## Życiorys
Absolwent VI Liceum Ogólnokształcącego im. Tadeusza Reytana w Warszawie (1994). Ukończył studia na Wydziale Prawa i Administracji Uniwersytetu Warszawskiego.
Od 1998 do 2002 był radnym powiatu warszawskiego wybranym z listy AWS (jako członek SKL). Później pełnił funkcję zastępcy burmistrza Wilanowa. W wyborach samorządowych w 2006 z listy Platformy Obywatelskiej uzyskał mandat radnego Sejmiku Województwa Mazowieckiego, objął też wówczas stanowisko burmistrza dzielnicy. W wyborach samorządowych w 2010 uzyskał reelekcję do sejmiku.
W grudniu 2007 został powołany na urząd wicemarszałka województwa mazowieckiego po rezygnacji Tomasza Siemoniaka, mianowanego wiceministrem w MSWiA. Pełnił tę funkcję od stycznia 2008 do 2010, kiedy to został przewodniczącym sejmiku IV kadencji. W tym samym roku ponownie wybrano go na burmistrza Wilanowa.
W 2014 utrzymał mandat radnego sejmiku, ponownie został również jego przewodniczącym. Także w 2018 został wybrany na radnego województwa, utrzymując funkcję przewodniczącego tego gremium. Po wyborach w 2014 i 2018 pozostawał także burmistrzem Wilanowa. W wyborach w 2023 bez powodzenia kandydował do Sejmu z 10. miejsca na liście Koalicji Obywatelskiej w okręgu warszawskim (otrzymując 1607 głosów). W 2024 ponownie wybrano go natomiast na radnego sejmiku, a następnie kolejny raz powołano go na przewodniczącego tej instytucji. Utrzymał również funkcję burmistrza Wilanowa na kolejną kadencję. Wszedł w skład rady nadzorczej Miejskiego Przedsiębiorstwa Wodociągów i Kanalizacji w Warszawie.